# FMsquare-Stiftung
Die FMsquare-Stiftung ist eine Schweizer Stiftung mit Domizil im Kanton Luzern, die der Aufsichtsbehörde des Eidgenössischen Departements des Innern untersteht. Gegründet wurde sie 2016 von Andreas Meier, der bis 2020 als deren Präsident amtete. Seit 2021 wird die Stiftung von Edy Portmann präsidiert.

## Zweck
Die Stiftung bezweckt die Nutzung der Fuzzylogik zur Lösung betriebswirtschaftlicher, ökonomischer und gesellschaftlicher Probleme. Insbesondere sollen Konzepte und Methoden für webbasierte Dienste (sogenannte Fuzzy Management Methods) der Öffentlichkeit und der Wirtschaft zur Verfügung gestellt werden.
Die Stiftung ist international und unterstützt die folgenden Ziele:
- Durchführung von Forschungs- und Entwicklungsprojekten zur Förderung der Anwendung der unscharfen Logik für Wissenschaft, Wirtschaft und Gesellschaft
- Veröffentlichung von Büchern, E-Books und/oder Buchreihen zur Erforschung und Verbreitung von Fuzzy Management Methods[4]
- Organisation von Konferenzen für den Austausch von Beiträgen zur Forschung sowie von Fallbeispielen aus der Praxis, die dem Stiftungszweck dienen
- Lancierung von Zeitschriften oder E-Journals zur Förderung des Wissens über Fuzzy Management Methods für Gesellschaft, Wissenschaft und Wirtschaft.